# 英一蝶

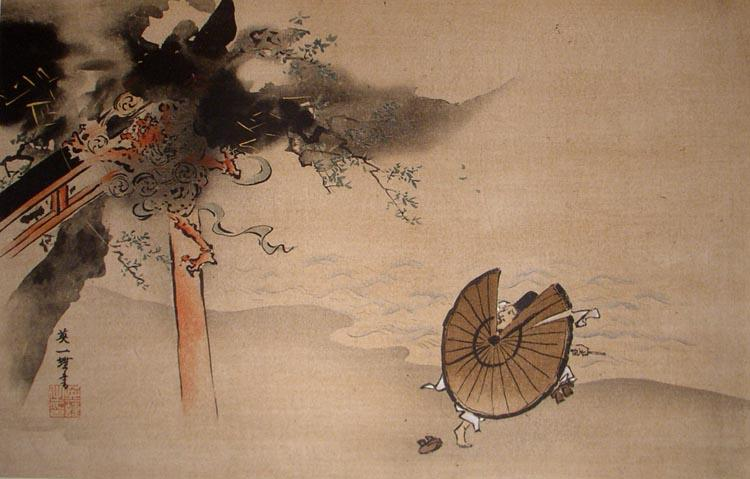
雷神（もしくは落雷図。絹本着色）

英 一蝶（はなぶさ いっちょう、承応元年（1652年） - 享保9年1月13日（1724年2月7日））は、日本の江戸時代中期（元禄期）の画家、芸人。本姓は藤原、多賀氏、諱を安雄（やすかつ?）、後に信香（のぶか）。字は君受（くんじゅ）。幼名は猪三郎（ゐさぶらう）、次右衛門（じゑもん）、助之進（すけのしん）（もしくは助之丞（すけのじょう））。剃髪後に多賀朝湖（たがちょうこ）と名乗るようになった。俳号は「暁雲（ぎょううん）」「狂雲堂（きょううんだう）」「夕寥（せきりょう）」。
名を英一蝶、画号を北窓翁（ほくそうおう）に改めたのは晩年になってからであるが、本項では「一蝶」で統一する。尚、画号は他に翠蓑翁（すいさおう）、隣樵庵（りょうしょうあん）、牛麻呂、一峰、旧草堂、狩林斎、六巣閑雲などがある。

## 生涯

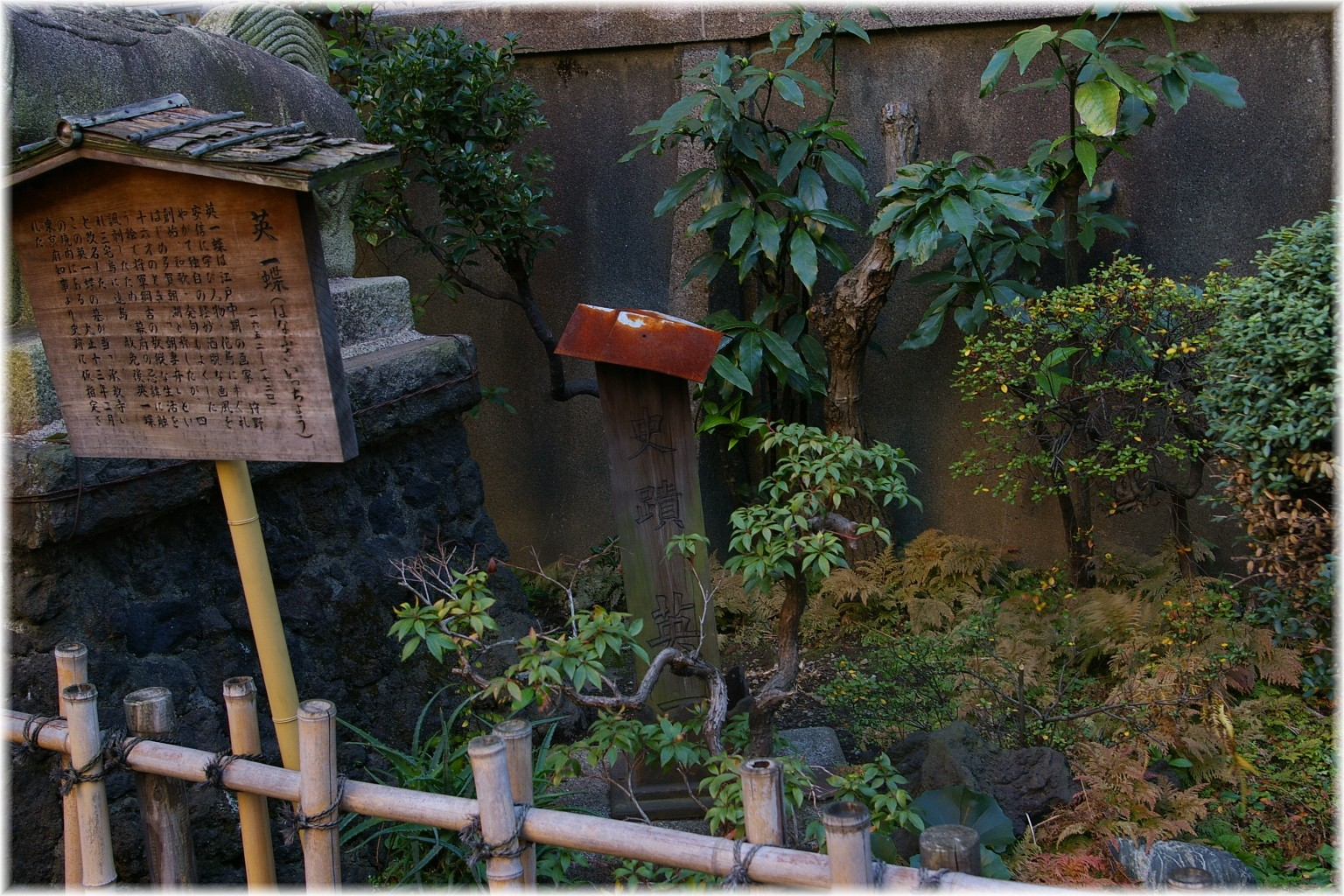
英一蝶の墓を示す、承教寺の「史跡」の立て札

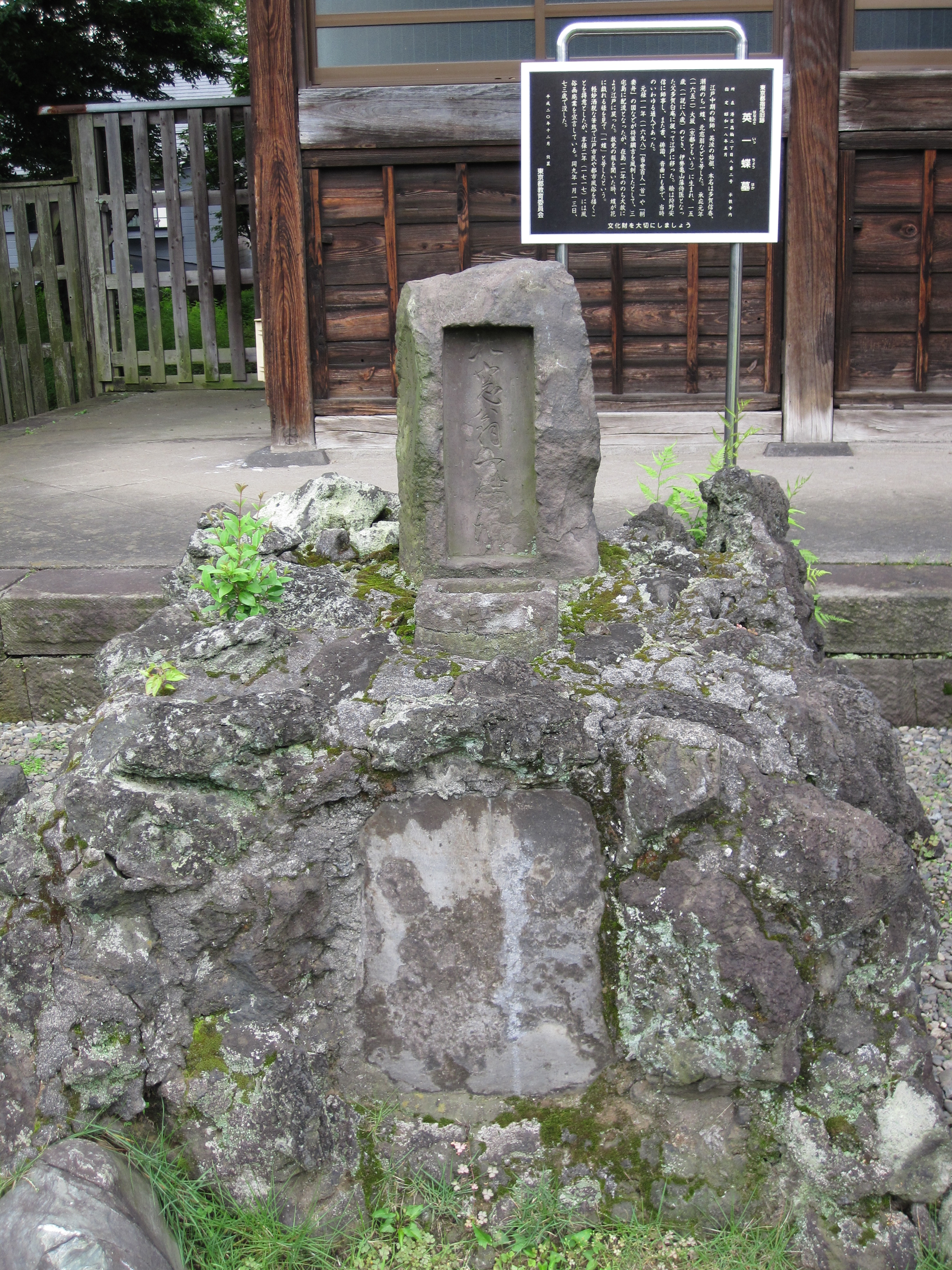
英一蝶の墓（東京都港区、承教寺）

承応元年（1652年）、多賀伯庵（たがはくあん）の子として京都で生まれる。
父伯庵は伊勢亀山藩の侍医、藩お抱えの国許の医師であったが、一蝶が15歳のころ（異説では8歳のころ）、藩主の石川憲之に付き従っての江戸詰めが決まり、一家で江戸へ転居する。
絵描きの才能を認められた一蝶は、藩主の命令で狩野派（江戸狩野）宗家の中橋狩野家当主狩野安信に入門したものの、後に破門されたと言われる。多賀朝湖という名で「狩野派風の町絵師」として活躍する一方、暁雲の号で俳諧に親しみ、俳人の宝井其角や松尾芭蕉と交友を持つようになる。書道は玄竜門下に学ぶ。名を江戸中に知られるようになり、町人から旗本、諸大名、豪商まで、広く親交を持つ。版画の作品はないが、肉筆浮世絵に近い風俗画に優れた作品を残している。また、吉原遊廓通いを好み、客として楽しむ一方で自ら幇間としても活動していた。その話術や芸風は、豪商や大大名すらもついつい財布を緩め、ぱっと散財してしまうような見事に愉快な芸であったと伝わっている。
元禄6年（1693年）、罪を得て入牢する。理由は不明で、2ヵ月後に釈放される。元禄11年（1698年）、今度は生類憐れみの令に対する違反（後述）により、三宅島へ流罪となった。
配流中の罪人には、親族から年数度の仕送り（物品）が許されていたが、一蝶は制限ある仕送りに毎度のように画材を要求。江戸の自分を贔屓にしてくれる人々や島で自分に便宜を図ってくれる人達のため、さらには江戸に残した母の家計のために、絵を描き続けた。乏しい画材を駆使しての創作活動であったが、江戸の風俗を活き活きと描いたり、島民の求めに応じて描いたりした多数の縁起絵などが残されている。一蝶はいつも江戸の方角へ机を向け、創作活動をしていたと伝わり、そこから「北窓翁」の雅号が生まれた。この時期の風俗画は、推定も含め『四季日待図巻』『吉原風俗図巻』『布晒舞図』『松風村雨図』の4点確認されている。画材こそ良質とはいえないが、江戸を偲び、我が身を省みて心情を託して描かれた作品群は、一蝶の代表作の一部として知られる。この時期に描かれた作品を特に島一蝶と呼ぶ。島一蝶は、一蝶を支援した御用船主の梅田藤右衛門がいた新島には16点が伝わり、御蔵島にも絵馬や『鍾馗図』が残る。一方、三宅島には『七福神図』一幅のみ、これは火山噴火や火災で失われたほか、江戸での島一蝶人気を受けて、島を訪れた富山の売薬行商人が買い漁り、持ち出されたためである。
島では、絵を売った収入で居宅を購入して「家持ち流人」となって商いも営み、島役人ともうまく付き合い、流人としてはゆとりのある暮らしをしていた。世話をしてくれていた名主の娘との間に、子を成している（後述）。また、配流中の元禄15年（1702年）に、随筆『朝清水記（あさしみずき）』を記す。
宝永6年（1709年）、将軍徳川綱吉の死去による将軍代替わりの大赦によって許され、12年ぶりに江戸へ帰る。このころから英一蝶と名乗り、深川の宜雲寺に住まい、市井の風俗を描く人気絵師として数々の大作を手がけた。また、吉原での芸人活動も続けていたらしく、豪商の奈良屋茂左衛門や紀伊國屋文左衛門らとの交遊の話が伝わる。
江戸に帰った一蝶が、島流し以前に自身が描いた四季絵を見せられて、喜び懐かしんで書いた一文が『浮世絵類考』に収録されている。「此道（岩佐又兵衛･菱川師宣などによる画）予が学ぶ所にあらずといへども　若かりし時あだしあだ浪のよるべにまよひ　時雨朝がへりのまばゆきもいとはざるころほひ　岩佐菱川が上にたゝん事を思ひては」。自らもそういう浮世絵のような風俗画を描いたと述懐しており、この文からは岩佐･菱川両者の作品群に対する一蝶の意識を感じられる。
享保9年（1724年）、死去。享年73。戒名は英受院一蝶日意居士。東京都港区高輪二丁目の承教寺顕乗院に墓所があり、大正13年（1924年）2月には東京府知事によって史跡に指定された。辞世の歌は「まぎらはず浮世の業の色どりも有とて月の薄墨の空」。

## 作風
配流以前の画風は、当時既に形式化しつつあった狩野派を学びながらも浮世絵に惹かれ、古典の軽妙なパロディや俳諧趣味を加味することで、浮世絵の大家である岩佐又兵衛や菱川師宣を超える新しい都市風俗画を目指した。また、水面や障子に映る影を描く（作品例は『朝暾曳馬図』）といった、新しい表現にも挑戦している。島流し時代は、島民の求めに応じて天神（菅原道真）や七福神の絵を描き、生活の糧としていた。江戸復帰以後は、大作を含む多くの作品を残し、市井の風俗や生活を採り入れた、良い意味での俗っぽさ・町絵師らしさがある、と言われる。
一蝶には師宣の作品に倣ったことを明記した作品がある。『業平涅槃図』がそれで、「以菱川師宣圖蹟　北窓翁一蝶書」と落款している。在原業平の死を釈迦の涅槃に見立てた物で、北枕の業平を、歎き悲しむ老若の女性や鶴や鹿といった鳥獣が取り囲む、という諧謔味の強い作品である。師宣の父は上総国の松翁院のために縫箔の大涅槃圖を制作し、自身にも『無常重夢物語』（無款、刊行年未詳）の挿絵に涅槃図があることから、師宣は何度か涅槃図を描く機会があったと想像できる。しかし、師宣の作品には諧謔性の強い物や見立絵は皆無に等しく、『業平涅槃図』のような作品を残したとは考え難い。一蝶は、師宣の『業平涅槃図』を見て、この図を制作したのではなく、師宣の新様式ではあるが常態の釈迦涅槃図を見たのであって、業平に転化させたのは一蝶自身ではないかと想像される。浮世絵に俳諧的見立による作品が盛行するのが正徳ごろからであること、そして、一蝶の俳趣味の強さがそれを裏付ける。

## 交友関係
芭蕉や其角との交友関係、つまりは一蝶自身を含む当時の芸術サロン的な人々（文化人や趣味人、後援者ら）との交流は前述したとおりである。加えて、漆芸家や金属工芸作家ら、当時の江戸を代表するような芸術家・工芸家らとの交流もあった。漆芸家・小川破笠（同郷伊勢国出身）などが有名で，破笠も一蝶に師事している。また、遊びを通して豪商や旗本・大名ら、身分の違う人々との交流もあった。
英派（英流、一蝶流とも）と呼ばれる彼の画業の弟子には、佐脇嵩之（英一水。代表作に『百怪図巻』）とその弟子達や、一蜂、一舟らがいる。一舟は弟子であったが後に一蝶の養子となり、英家（英流）二代目となった。英流絵師の高嵩谷が英一蝶の肖像画を描いている（東京国立博物館蔵）。
島流し時代に子を成したが、赦免後には江戸に連れ帰り画を学ばせた。長八信勝と呼ばれた長男は後に英一蝶二代を名乗るものの、その後、一蝶と不和になった。
次男の百松信祐もまた父に画を学び英一蜩と名乗り、後年、久留米藩に仕えたとされている。
そのほか、福王流能楽師・九世福王盛勝も一蝶の弟子であり（ただし後に土佐派を慕ったという）、福王雪岑の画号で知られ、能や狂言の絵を数多く描いた。

## 島流しに至る経緯
当時幕府は、元禄文化の過剰な華やかさ、つまり風俗壊乱、特に武士や大名らの綱紀を粛正しようと試みていた感がある。元禄6年（1693年）には「大名および旗本が吉原遊郭に出入りし、遊ぶこと」を禁じている。
島流しに至る経緯については以下のような、いくつか説がある。
1. 為政者の風刺
時の権力者である柳沢吉保が出世する過程で実の妻（あるいは娘）を将軍綱吉の側室に差し出した、という当時からあったゴシップ的な噂を、一蝶が風刺作品にしたから。代表作『朝妻舟図』（#絵画を参照）が関係している（吉保の妻を遊女に、綱吉を客に見立てたとするもの）とも言われる。
2. 釣りの罪
町人の分際で釣りを行った（武士は修練目的として黙認されていた）ことが、綱吉政権が発令した生類憐れみの令違反とされた（同年、追加条例として“釣り具の販売禁止令”すらも出ている）。
3. 禁句の罪
“馬がもの言う”という歌を広めたから。これは今で言うところの放送禁止歌謡指定である。
4. そそのかしの罪
ある時、いつものように芸で座敷を盛り上げていた際、ある殿様をそそのかし、勢いで花魁を身請け（つまり、武家らしからぬ行状と、巨額浪費）させてしまった。ところがその殿様は将軍･綱吉の母である桂昌院や柳沢吉保の派閥と縁のある六角越前守であったため、その方面の怒りを買った、という話も伝わる（表高家旗本の六角家の当時の当主で「遊郭吉原での狼藉により、元禄10年（1697年）ごろに閉門蟄居命令」が確認される六角広治（越前守）か。広治の母は桂昌院実家の本庄氏出身。またこの六角家は、著名な近江国守護大名の六角氏とは別の家系。公家の烏丸家系。またこれ以外にも掛川藩主井伊直武をそそのかした（遊びで盛り上げた）話なども伝わり、島流しの際は同時に幇間であった村田半兵衛（村田民部）らも流されている）。
5. その他
村田民部との共作『当世百人一首』で将軍綱吉の側室である於伝の方（瑞春院）の舟遊び風景を描いたこと、大名や金持ちの間で当時、石灯籠を集めることが流行った際、それを買い集めて儲けようとした、などの話がある。当時からお騒がせの有名人だったことが窺える。大田南畝が伝えるには、当時禁教とされていた不受不施派に与したため、とされている。
正式な罪状として採用されたのは“釣り罪”であるらしい。

## 代表作

### 絵画

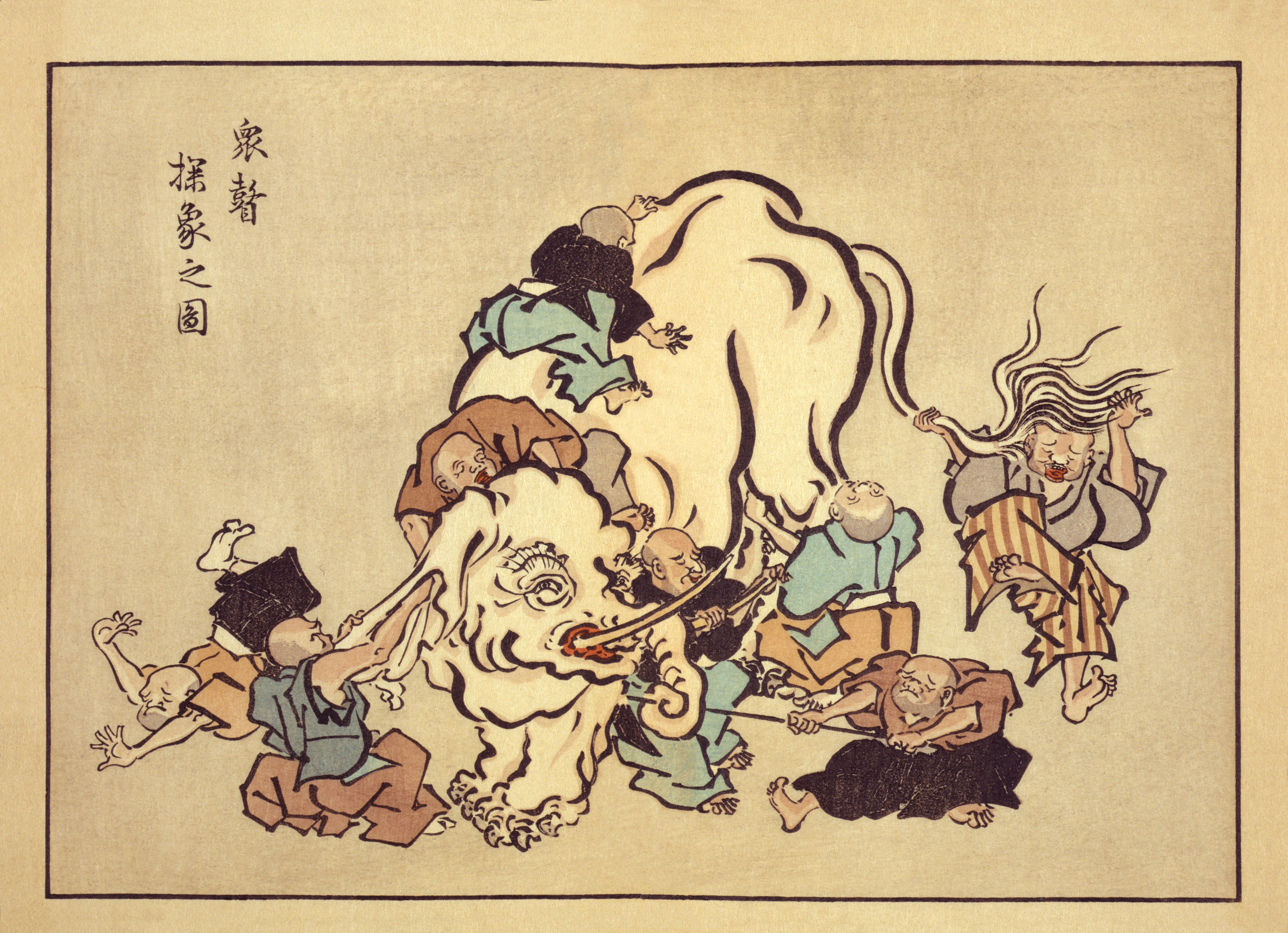
群盲撫象図

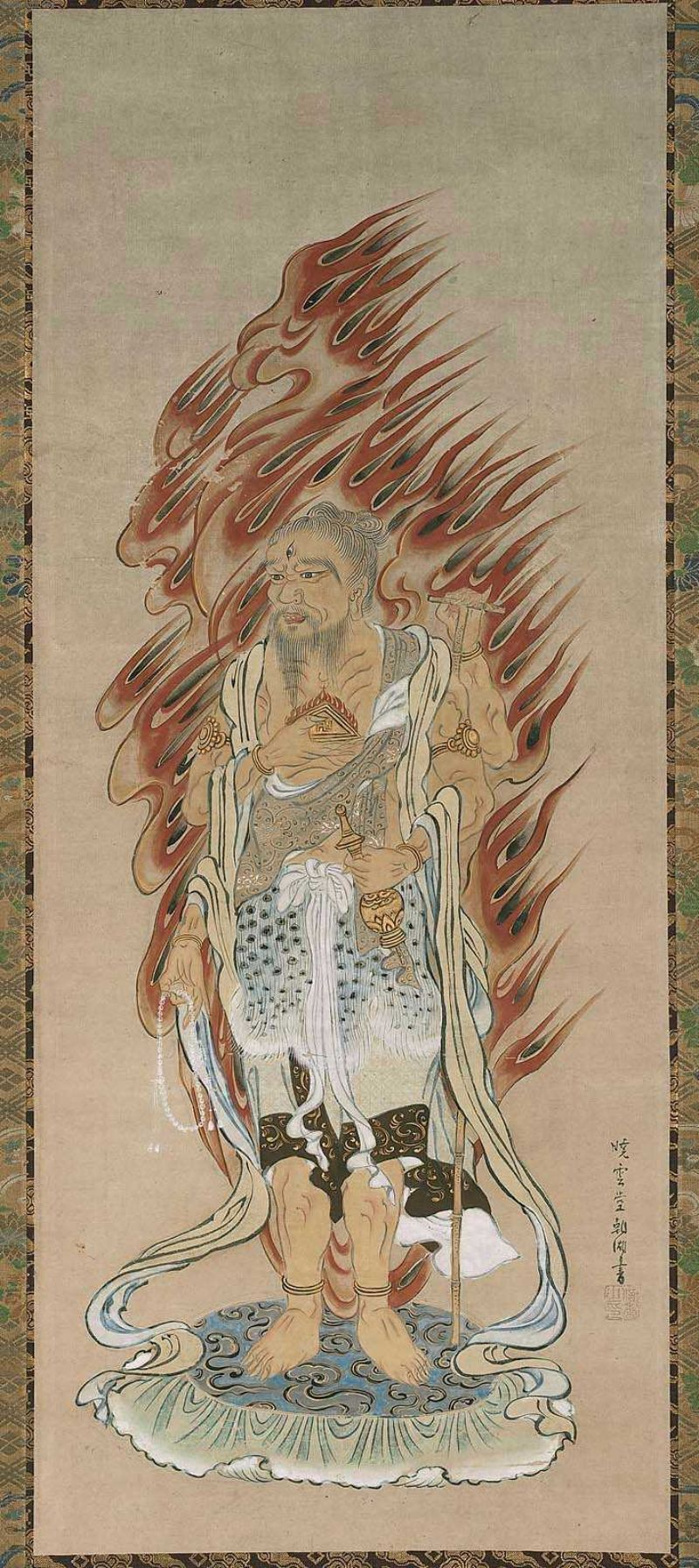
十二天像火天図

- 立美人図 ［たち びじん ず］ ：千葉市美術館。
- 朝鮮通信使小童図 ［ちょうせんつうしんし しょうどう ず］ ：別項「朝鮮通信使#工芸、芸能」を参照のこと。
- 鉢廻図 ［はちまわし ず］ ：片足立ちし、口の先に盃を乗せて回す芸を披露する大道芸人と、それを観て大いに喜ぶ取り巻きの子供達。
- 朝暾曳馬図 ［ちょうとん えいば ず］：墨画。朝靄の中、馬を曳いて行く童子。その姿を朝陽が川面に映す。配流前の作。静嘉堂文庫。

- 朝妻舟図 ［あさずまぶね ず］ ：琵琶湖畔に浮かべた舟（浅妻船）で客を待つ、物悲しげな白拍子の佇まい。流刑の罪状との絡みについては「#島流しに至る経緯」の説を参照のこと。板橋区立美術館。
- 徒然草 御室法師図 ［つれづれぐさ おむろほうし ず］ ：『徒然草』の中にある、酔っ払った挙句の悪乗りで鼎（かなえ）を頭から被ったものの抜けなくなってしまったという御室（仁和寺）の僧の滑稽な逸話を画題としたもの。
- 雷神 ［らいじん］ ：絹本着色。
- 懐春図 ［かいしゅん ず］：画巻12図。春画。「朝湖戯画」の落款から放免前の作品だとわかる[9]。
- 四季日待図巻 ［しき ひまち ずかん］ ：一巻。四季それぞれの日待[10]の様子を描く。配流中（1700年ごろ）、江戸の友人の求めに応えて描いた画巻の一つ。出光美術館。重要文化財。
- 布晒舞図 ［ぬのさらしまい ず］ ：紙本着色。布晒舞（お囃子に乗り、長い晒し布を地に着けないように踊る芸事）を披露する踊り子。配流中の作（江戸の友人に応じての一画）。遠山記念館。重要文化財。
- 見立琴棋書画図屏風 ［みたて きんきしょが ず］ ：遠山記念館。
- 狂言福の神図 ［きょうげん ふくのかみ ず］ ：紙本着色。個人蔵。
- 虚空蔵菩薩像 ［こくうぞうぼさつ ぞう］ ：紙本着色。配流中の作（島民の求めに応じての一画）。個人蔵。
- 天神図 ［てんじん ず］ ：菅原道真の図像。配流中の作（島民の求めに応じての一画）。個人蔵。
- 十二天像火天図 ［じゅうにてんぞう かてん ず］ ：十二天の一柱・火天を描く。
- 十二天像風天図 ［じゅうにてんぞう ふうてん ず］ ：十二天の一柱・風天を描く。
- 吉原風俗図巻 ［よしわら ふうぞく ずかん］ ：紙本着色。 配流中の作（江戸の友人に応じて描いた画巻）。サントリー美術館。
- 田園風俗図屏風 ［でんえん ふうぞくず びょうぶ］ ：6曲一双。驟雨に襲われて村の屋敷に身を寄せる大勢の老若男女の様子。のちに描かれる『雨宿り図屏風』に通じる作品。サントリー美術館。
- 月次風俗図屏風 ［つきなみ ふうぞくず びょうぶ］ ：東京国立博物館。
- 月次風俗図屏風 ［つきなみ ふうぞくず びょうぶ］ ：六曲一双。紙本著色。宝永6年から享保2年までの作。ボストン美術館。
- 六歌仙図屏風 ［ろくかせんず びょうぶ］ ：板橋区立美術館。
- 僧正遍昭落馬図 ［そうじょう へんしょう らくば ず］ ：野に咲く女郎花（おみなえし）に見とれて落馬した遍昭（六歌仙の一人である僧正）を描く。大和文華館。
- 富士山図 ［ふじさん ず］ ：山梨県立博物館所蔵。法量は縦56.5センチメートル、横117.0センチメートル。落款に「北窓翁一蝶書」、「趣在山雲和泉石間」(朱文円印)　の印章、箱書には「御掛物一幅　富士之絵　英一蝶筆」とある。馬入川（相模川）渡口から見た富士山を遠景に船頭や旅人、子どもたちなどを描いている。
- 鍾馗図 ［しょうき ず］
- 茶挽坊主悪戯図 ［ちゃひきぼうず あくぎ ず］
- 麦搗図 ［むぎつき ず］
- 阿弥陀来迎図 ［あみだ らいごう ず］ ：来迎する阿弥陀如来と25尊の菩薩を極彩色に描く。
- 大井川渡口図 ［おおいがわ わたしぐち ず］ ：紙本淡彩。板橋区立美術館。
- 投扇図 ［とうせん ず］ ：紙本着色。大鳥居の隙間めがけて投扇の願掛け（扇を投げて運試しをする習俗）をする3人の酔っ払い。板橋区立美術館。
- 芭蕉柳図 ［ばしょう と やなぎ ず］ ：紙本墨画。大きな柳の木の横枝に寄りかかり、疲れを癒す松尾芭蕉の旅姿。江東区芭蕉記念館。
- 梅月山鵲 ［ばいげつ さんじゃく］ ：紙本墨画。満月の夜、花咲く梅の木の枝に留まる一羽の山鵲[注 2]。個人蔵。
- 蓮鷺図 ［れんろ ず、はすさぎ ず］ ：紙本墨画。個人蔵。
- 四条河原納涼図 ［しじょうかわら のうりょう ず］ ：夕刻の京は四条河原町、鴨川の川床（鴨川納涼床）にて涼を楽しむ人々の様子。千葉市美術館。
- 群盲撫象図 ［ぐんもう ぶぞう ず］ ：三井記念美術館。
- 狂言猩猩図（狂言猩々図） ［きょうげん しょうじょう ず］ ：肉筆画、桐板金箔地額面着色。三井記念美術館。
- 大井川渡し図 ［おおいがわ わたし ず］ ：三井記念美術館。
- 雨宿り図屏風 ［あまやどり ず びょうぶ］ ：6曲一隻。驟雨を武家屋敷の門前に寄せて凌ぐ、身分の上下を超えた大勢の老若男女の様子を描く。江戸復帰後、間もなくの作。東京国立博物館。
- 一休和尚酔臥図 ［いっきゅうおしょう すいが ず］ ：紙本墨画淡彩。酒屋の前で酔い潰れて倒れている一休宗純。江戸復帰後の作。板橋区立美術館。
- 不動図 ［ふどう ず］ ：滝行に励む青不動。得物の剣・羂索（けんじゃく、縄）のみならず、普段は背負っている炎まで脇の岩場に取り外して置いてある滑稽さが一蝶らしい。江戸復帰後の作。
- 士農工商図屏風 ［しのうこうしょう ず びょうぶ］ ：紙本着色。板橋区立美術館。
- 松風村雨図 ［まつかぜむらさめ ず］ ：紙本着色。三宅島流謫時の島一蝶と推定されている。須磨の浦の松に掛けられた、在原行平形見の狩衣、烏帽子を見上げる松風と村雨は、江戸の踊り子のように軽やかな足取りで舞い踊る。沈々とした深い想いが画面に満ちている。
- 業平涅槃図 ［なりひら ねはん ず］ ：紙本着色。東京国立博物館。
- 賀茂競馬図屏風　：紙本着色 6曲1双　城西大学水田美術館。
- 大名火消絵巻　：紙本着色 2巻　城西大学水田美術館。
- 扇面役者肖像図　：紙本着色 扇面　城西大学水田美術館。

### 俳句
- 初松魚（はつがつを）カラシガナクテ涙カナ

島流し時代、宝井其角に送った句。島なので松魚（鰹）は採れるが、薬味につかうカラシが手に入らない。江戸を遠く離れた島暮らしの境遇を表していると考えられる。これに対して、其角は「其カラシキイテ涙ノ松魚カナ」と返句した。

## 演じた俳優
- 片岡鶴太郎 ：NHK大河ドラマ『元禄繚乱』
- 伊藤雄之助 ：東映映画『恋山彦』